# Семеновод
Семеново́д (рос. Семеновод) — селище у складі Бійського району Алтайського краю, Росія. Входить до складу Малоєнісейської сільської ради.

## Населення
Населення — 630 осіб (2010; 529 у 2002).
Національний склад (станом на 2002 рік):
- росіяни — 96 %